# Taça das Regiões da UEFA
A Taça das Regiões da UEFA é uma competição de futebol para associações amadores na Europa, sendo dirigida pela UEFA. Ocorreu pela primeira vez em 1999, e possui frequência bianual. O primeiro campeão foi o Veneto e o atual campeão é a Galiza.
A competição foi criada em 1996, quando não havia, na Europa, uma competição em níveis amadores. A antecessora era a Taça Amadora da UEFA, que ocorreu entre 1966 e 1978, mais foi extinta tanto por falta de interesse do público quanto das próprias equipes amadoras. Atualmente, a competição é representada por times nacionais amadores, ao contrário da atual Taça Amadora, na qual participam clubes amadores.
Cada membro da UEFA está autorizado a enviar um time amador como representante na competição, nos quais os clubes devem vencer uma competição doméstica amadora, como a Taça das Regiões da FPF de 2013-14.
As primeiras duas finais, foram vencidas por times dos países sedes. Itália e Espanha são os países mais bem sucedidos com 3 triunfos cada.

## Formato
Todos os 55 membros são livres para inscrever um clube para participar da competição, desde que este tenha vencido uma eliminatória doméstica.
Inicialmente, 32 países participaram do torneio inaugural, e competiram em uma ronda de qualificação. Após o aumento no interesse através dos anos, as eliminatórias foram adicionadas através dos anos. Uma fase de grupos extra foi adicionada em 2005 e uma fase de mata-mata em 2001.
A frase preliminar consiste em um menor número de equipes divididos em grupos, no qual o melhor em cada um é incluído no sorteio da fase intermediária. Neste, os times são divididos em oito grupos de quatro times In the intermediary round, the teams are placed into eight groups of four teams. Os confrontos são realizados dentro dos grupos e o vencedor de cada se classifica à fase final. Estes oito vencedores são designados em dois grupos de quatro equipes na fase final e os vencedores, após turno único, jogam na final, com os vencedores se sagrando campeões. O terceiro lugar é dividido entre os segundo colocados da fase final.

## Resultados
| 1999 detalhes | Itália          | Véneto                                  | 3 — 2 a.p.                              | Madrid                                  | Praga             | Pela tabela | Kiev           |
| 2001 detalhes | República Checa | Morávia                                 | 2 — 2 a.p. (4 — 2 d.p.)                 | Braga                                   | Madrid            | Pela tabela | Plovdiv        |
| 2003 detalhes | Alemanha        | Piemonte                                | 2 — 1                                   | Maine                                   | Szabolcs          | Pela tabela | Württemberg    |
| 2005 detalhes | Polônia         | País Basco                              | 1 — 0                                   | Sudoeste de Sofia                       | Oblast de Kherson | Pela Tabela | Žilina         |
| 2007 detalhes | Bulgária        | Baixa Silésia                           | 2 — 1 a.p.                              | Região Sudeste                          | Aveiro            | Pela Tabela | Tuzla          |
| 2009 detalhes | Croácia         | Castela e Leão                          | 2 — 1                                   | Oltênia                                 | Privolzhie        | Pela Tabela | Limburgo       |
| 2011 detalhes | Portugal        | Braga                                   | 2 — 1                                   | Leinster e Munster                      | Zlín              | Pela tabela | Belgrade       |
| 2013 detalhes | Itália          | Véneto                                  | 0 — 0 a.p. (5 — 4 g.p.)                 | Catalunha                               | Keleti            | Pela Tabela | Isloch         |
| 2015 detalhes | Irlanda         | Região Oriental                         | 1 — 0                                   | Zagreb                                  | Ankara            | Pela Tabela | Württemberg    |
| 2017          | Turquia         | Zagreb                                  | 1 — 0                                   | Munster/Connacht                        | Istambul          | Pela Tabela | Rostov         |
| 2019          | Alemanha        | Baixa Silésia                           | 3 — 2                                   | Baviera                                 | Istambul          | Pela Tabela | Castela e Leão |
| 2021          |                 | Cancelado devido a Pandemia de COVID-19 | Cancelado devido a Pandemia de COVID-19 | Cancelado devido a Pandemia de COVID-19 |                   |             |                |
| 2023          | Espanha         | Galiza                                  | 3 — 1                                   | Belgrado                                | Baviera           | Pela Tabela | Zlín           |

## Finais
| 5 Novembro 1999 | Véneto                                       | 3–2 (a.p.) | Madrid                       | Stadio Comunale delle Terme, Abano Terme      |
|                 | Borriero <45' · Giaretti >45' · De Toni 120' |            | Moreno 9' · Sanz Pascual 71' | Público: 700 Árbitro: Guido Wildhaber (Suíça) |

| 24 Junho 2001 | Braga                      | 2–2 (a.p.) (2–4 g.p.) | Morávia                        | Letná Stadion, Zlín                           |
|               | Ferreira 55' · Freitas 84' |                       | David 12' · Svach 90+4' (pen.) | Público: 2,820 Árbitro: Tony Chapron (França) |

| 28 Junho 2003 | Maine       | 1–2 | Piemonte        | Albstadion, Heidenheim                       |
|               | Kharraz 83' |     | Borgna 24', 29' | Público: 800 Árbitro: Kris Hermans (Bélgica) |

| 9 Julho 2005 | Sudoeste de Sofia | 0–1 | País Basco | KS Proszowianka estadio, Proszowice                       |
|              |                   |     | Arroyo 33' | Público: 1,300 Árbitro: Novo Panić (Bósnia Herzegovina]]) |

| 26 Junho 2007 | Região Sudeste | 1–2 (a.p.) | Baixa Silésia                | Hadzhi Dimitar, Sliven                             |
|               | Stoyanov 66'   |            | Sudoł 78' · Jaskułowski 114' | Público: 3,500 Árbitro: Paolo Tagliavento (Itália) |

| 22 Junho 2009 | Oltenia   | 1–2 | Castilla e León          | NK Inter Zaprešić, Zaprešić                      |
|               | Sîrbu 25' |     | Ramírez 20' · Robles 81' | Público: 200 Árbitro: Radek Příhoda (Rep. Checa) |

| 28 Junho 2011 | Braga                     | 2–1 | Leinster & Munster | Cidade de Barcelos, Barcelos                        |
|               | Nobre 62' · Fortunato 84' |     | O'Sullivan 68'     | Público: 1 036 Árbitro: Ken Henry Johnson (Noruega) |

| 29 Junho 2013 | Véneto | 0–0 (5–4 g.p.) | Catalunha | Comunale Delle Terme, Abano Terme                  |
|               |        |                |           | Público: 800 Árbitro: Artur Soares Dias (Portugal) |

| 4 Julho 2015 | Eastern Region  | 1–0 | Zagreb | Tallaght, Dublin                              |
|              | David Lacey 10' |     |        | Público: 1 172 Árbitro: Nikolaj Hänni (Suíça) |

| 9 Julho 2017 | Zagreb    | 1–0 | Munster/Connacht | TFF Riva, Istanbul                                |
|              | Adžić 26' |     |                  | Público: 175 Árbitro: Artyom Kuchin (Cazaquistão) |

| 26 Junho 2019 | Baviera                           | 2–3 | Baixa Silésia                                           | Wacker-Arena, Burghausen                             |
|               | Türk 35' (pen.) · Ekin 90' (pen.) |     | Jaros 41' · Traczyk 47' (pen.) · Bohdanowicz 80' (pen.) | Público: 1 224 Árbitro: Sebastian Colţescu (Roménia) |

| 17 Junho 2023 | Galiza                                  | 3–1 | Belgrado      | Campo Municipal de A Lomba, Vilagarcía de Arousa |
| 19:00         | Rial 9' · Rey 41' (pen.) · Martinez 74' |     | Kolarević 57' | Árbitro: Kristoffer Karlsson (Suécia)            |

## Títulos por país
| País     | Títulos | Vices |
| -------- | ------- | ----- |
| Espanha  | 3       | 2     |
| Itália   | 3       | 0     |
| Polónia  | 2       | 0     |
| Irlanda  | 1       | 2     |
| Croácia  | 1       | 1     |
| Portugal | 1       | 1     |
| Chéquia  | 1       | 0     |
| Bulgária | 0       | 2     |
| Alemanha | 0       | 1     |
| França   | 0       | 1     |
| Roménia  | 0       | 1     |
| Sérvia   | 0       | 1     |